# Božidar Dobrucky

Božidar Dobrucky um 1945

Božidar Dobrucky (deutsch Theodor Dobrucký; * 7. Oktober 1883 in Hoyerswerda; † 7. März 1957 in Bautzen) war sorbischer evangelischer Theologe, einer der Veteranen der sorbischen nationalen Bewegung und sorbischer Kulturfunktionär in der Sowjetischen Besatzungszone und in der DDR.

## Leben und Werk
Dobrucky kam aus einer Pfarrerfamilie. Sein Vater Ján Emanuel Dobrucký (1854–1921), ein gebürtiger Slowake, hatte ab 1882 die Pfarrstelle in Spreewitz und war von 1883 bis 1919 Archidiakon in Hoyerswerda. Dobruckys Mutter war Marie Luise, geb. Bergan (1859–1911). Deren Vater war Superintendent in Hoyerswerda.
Dobrucky absolvierte von 1909 bis 1913 das Gymnasium in Görlitz und studierte anschließend bis 1916 Theologie und Philosophie an der Universität Leipzig. Gleichzeitig legte er die Lehrerprüfung für die Oberstufe ab. 1916/17 war er Hilfsprediger in Rabenstein und anschließend bis 1924 Pfarrer in Kleinbautzen.
Nach dem Ende des Ersten Weltkriegs war er u. a. neben Arnošt Bart einer der führenden Akteure der sorbischen Bewegung. Für diese Aktivitäten wurde er 1919 zu einer Geldstrafe und einer viermonatigen Freiheitsstrafe verurteilt, aus der er aufgrund einer Amnestie vorzeitig entlassen wurde. Zugleich fiel er jedoch bei der Kirche in Ungnade. Auf der Suche nach einer neuen Perspektive studierte er daraufhin 1924/1925 in Bratislava. Dann war er ab 1925 Pfarrer in Heldburg und ab 1930 in Windischleuba. Dort war er mit der Familie der Nachkommen von Hans Conon von der Gabelentz befreundet, als deren Biograf er sich betätigte. Für den Schriftsteller Börries von Münchhausen wirkte er als Bibliothekar.
Er selbst verfasste in obersorbischer Sprache einige kleinere Prosatexte, von denen die Erzählungen Wo čłowjeku z dwěmaj wutrobomaj (Über einen Menschen mit zwei Herzen, 1924) und Pusty kraj (Leeres Land, 1931) erwähnenswert sind.
Dobrucky charakterisierte sich selbst als „rebellischen Antibürger“. Besonders war ihm der preußische Untertanengeist zuwider.
1948 quittierte er den Dienst in der Kirche, und wurde in Bautzen Abteilungsleiter für Literatur und Kunst im neu gebildeten Sorbischen Kultur- und Volksbildungsamt beim sächsischen Ministerium für Volksbildung. Er wurde auch Vorsitzender des Sorbischen Nationalausschusses. Ab 1946/1947 war er Mitglied der SED.
Im März 1948 hatte der Sächsische Landtag das Gesetz zur Wahrung der Rechte der sorbischen Bevölkerung verabschiedet. Damit war die rechtliche Grundlage für die Förderung des sorbischen wissenschaftlichen Lebens und die Bildung kultureller und wissenschaftlicher Institutionen geschaffen. Dobrucky erwarb sich in diesem Prozess große Verdienste. U. a. organisierte er die ersten Ausstellungen sorbischer bildender Künstler, wofür er bekannte Maler mit sorbischen Wurzeln wie Conrad Felixmüller gewann. In Dobruckys Zuständigkeit lag 1952 die Gründung des Staatlichen Ensembles für sorbische Volkskultur (Statny ansambl za serbsku ludowu kulturu), des Vorläufers des heutigen Sorbischen Nationalensembles. Er förderte wissenschaftliche sorabistische Projekte und die Entwicklung der sorbischen Presse. Ganz besonders setzte er sich für die Einrichtung des Instituts für sorbische Volksbildung in Bautzen und des Instituts für Sorabistik an der Universität Leipzig ein. Als Verantwortlicher für den Forschungs-Etat bewilligte er z. B. Rudolf Lehmann für seine wissenschaftlichen Arbeiten einen festen Betrag.

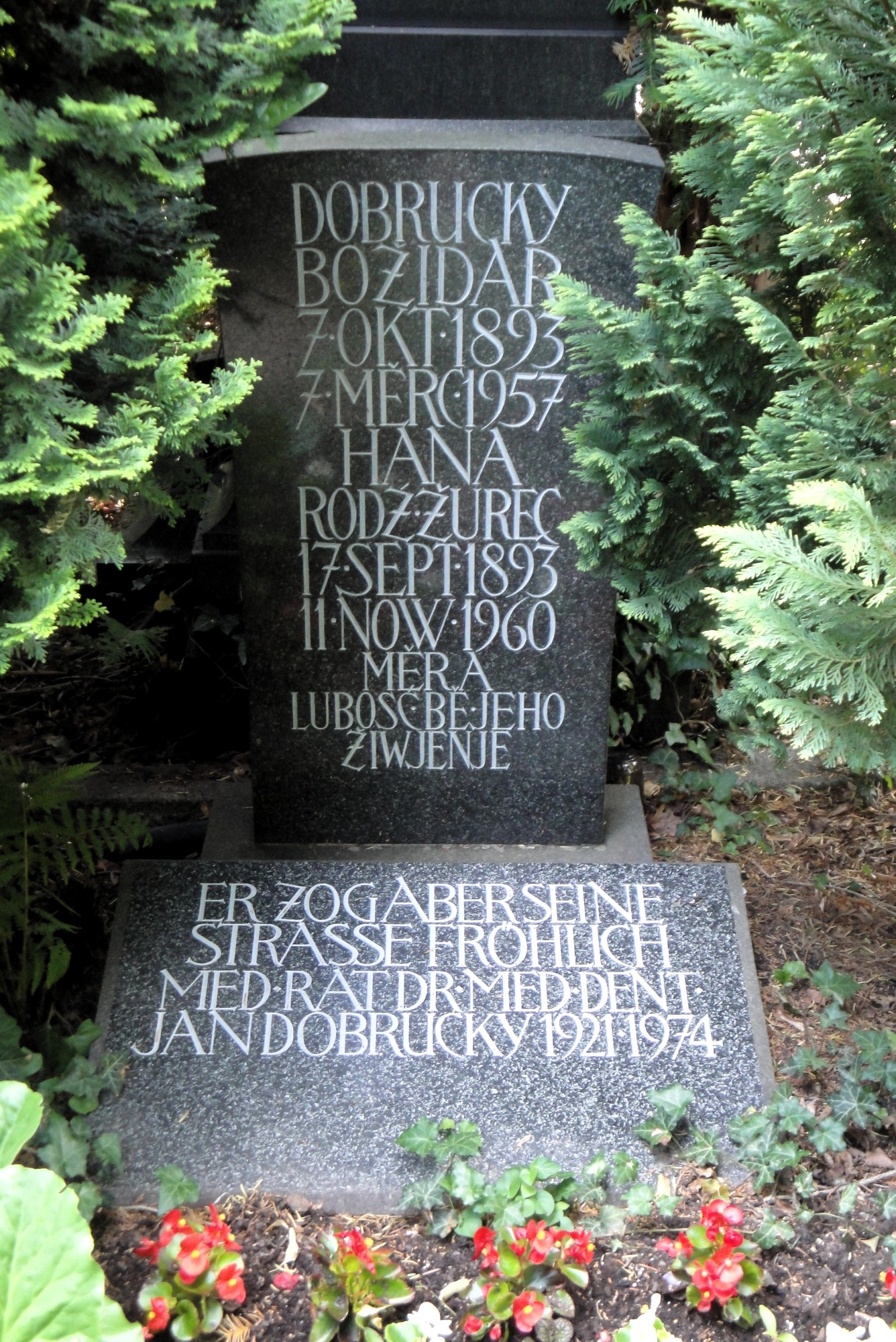
Grabstein der Eheleute Dobrucky auf dem Bautzener Taucherfriedhof

1953 ging Dobrucky aus gesundheitlichen Gründen in den Ruhestand.
Im historischen Bestand der Bibliothek des Sorbischen Instituts befinden sich Bücher aus der früheren Privatbibliothek Dobruckys.
Dobrucky hatte acht Geschwister: Johannes (* 1884), Emanuel Martin (1885–1886), Friedrich Gerhard (* 1886), Margaretha (1887–1953), Maria (1889–1892), Irena (1890–1891), Elisabeth (1891–1971) und Herbert (1896–1897). Er war ab 1920 mit Anna (Hana), geb. Sauer (1893–1960) verheiratet. Sie hatten den Sohn Jan (1921–1974), der Arzt wurde, und die Tochter Ursula (Wórša), verh. Pfeiffer (1923–2014).
Dobrucky wurde auf dem Bautzener Taucherfriedhof beigesetzt.

## Fotografische Darstellung Dobruckys
- Kurt Heine: Božidar Dobrucky und Erich Schneider. Mitarbeiter des sorbischen Volksbildungsamtes in Bautzen (1952)[5]

## Essayistischen Publikationen Dobruckys (unvollständig)
- Vorwort des Buchs Der sorbische Volksmaler Martin Neumann-Nechern. Eine Auswahl seiner Werke. Domowina Verlag Bautzen, 1950
- Die sorbische bildende Kunst. In: Bildende Kunst, Berlin, Heft 5+6/1954, S. 90/91.